# Дівочий хор «Вогник»
Дівочий хор "Вогник"— народний художній колектив України.
Дівочий хор створено 1970 року. Керує хором з початку його заснування заслужений працівник культури України, кавалер ордена Святої Варвари Світлана Степаненко.

## Про колектив
Хор «Вогник» Київського Палацу дітей та юнацтва широко відомий серед шанувальників хорового мистецтва. Традиційними для колективу стали концерти в Національній філармонії України, Національному Будинку органної та камерної музики, інших відомих концертних залах міста Києва. В творчих виступах хору беруть участь провідні майстри музичного мистецтва України. Колектив працює у творчій співдружності з Національною Спілкою композиторів України, Національною всеукраїнською музичною спілкою.
Хор є активним пропагандистом української хорової музики. Слухачі багатьох країн, зокрема України, Росії, Прибалтики, Франції, Німеччини, Бельгії, Румунії, Болгарії, Польщі, Італії, Молдови, відмічають яскравість та самобутність виконання творів сучасних авторів (Лесі Дичко, Богдани Фільц, Ігоря Шамо, Володимира Шаповаленка, Юрія Щуровського та ін.), використання насиченої хорової палітри, емоційність, тонке відчуття стилю того чи іншого композитора, глибокий професіоналізм. На думку Л. Дичко, хор "завжди є зразком високої культури, професійного підходу, майстерності виконання". Значне місце у репертуарі посідають твори українських класиків – М. Леонтовича, Д. Бортнянського, О. Кошиця, Л. Ревуцького, Б. Лятошинського.
Програми концертних виступів дівочого колективу включають західноєвропейських авторів - Дж. Перголезі, Й. С. Баха, В. А. Моцарта, Л. Деліба, Й. Брамса, Ф. Пуленка, Й. Штрауса та інші перлини світової спадщини.

## Репертуар хору
Духовна музика
- Д. Бортнянський. «Херувимська» № 7
- Д. Христов. «Хваліте ім’я Господнє»
- П. Гайворонський. «Хваліте Господа з небес»
- Б. Фільц. «Богородице-Діво, радуйся!», «Царю небесний»
- Л. Дичко. «Божественна літургія по Іоанну Златоусту»: І ч. «Мирна Ектенія», ІІч. «Благослови, душе моя, Господа»
- М. Березовський. «Святий Боже»

Європейська класика
- Фр. Загатті. Концерт для двох флейт та дитячого хору
- А. Вівальді. «Мелодія», аранжування для хору О. Понамарьова
- Дж. Перголезі. «Stabat Mater», частини
- Пр. Гуїді. «Maria Mater Gratia»
- Т. Морлі. «Місяць травень»
- Дж. Мартіні. «Ластівка»
- К. Дебюссі. «Місячне сяйво» з «Бергамаської сюїти» для фортепіано, аранжування для хору В. Соколова
- Й. Штраус. «Весняний вальс»
- Фр. Пуленк, сл. М. Лея. «Взірцева Господиня», «Маленький хлопчик»
- Гайдн. «Gloria in Excelsis» з «Heiligmesse»

Твори українських композиторів
- М. Леонтович. «Щедрик», «Дударик», «Женчичок-бренчичок», «Ой, сивая зозуленька»
- О. Кошиць. «Колискова»
- І. Шамо, сл. В. Юхимовича «Веснянка», «Грушечка», з хорової кантати «Ятраннські ігри»
- А. Кос-Анатольський, сл. І. Франка. «Ой ти, дівчино, з горіха зерня»
- Б. Фільц. «Як не любить той край!», «Любимо землю свою»
- Л. Дичко. «Пастораль» з дитячої кантати «Барвінок», «Березень» з хорової кантати «Весно»

Українська народна пісня в обробці А. Авдієвського «Павочка ходить»
- М. Стецюн. «Коляда»
- К. Стеценко, сл. В. Самійленка. «Тихесенький вечір»
- Українська колядка. «Бог ся рождає»

Твори російських композиторів
- С. Рахманінов, сл. Ф. Тютчева «Весенние воды»
- П. Чайковський. «Соловушка»,
- М. Римський-Корсаков. «Колядка дивчат» из оперы «Ночь перед Рождеством»

Твори композиторів XX століття
- Дж. Гершвін. «Плескай в долоні»
- К. Молчанов, сл. К. Симонова. Романс Женьки з опери «А зори здесь тихие»
- А. П’яцолла. «Libertango»
- Л. Левітова, сл. О. Марунич. Хорова сюїта «Зима»: «Зима в лісі», «На санчатах»
- Дж. Герман, аранжування Клей Вервік. «Hello Dolly!»
- Дж.Грієр, Л. Еверсон. «How Sweet the Sound of Christmas»

## Нагороди та участь у фестивалях
- 1989 р — Лауреат І Всеукраїнського хорового конкурсу ім. Леонтовича;
- 1993 р. — Лауреат Міжнародного фестивалю дитячих хорів у м. Москва;
- 1996 р. — Лауреат Міжнародного фестивалю в м. Бидгощ, Польща;
- 1997 р. — Лауреат Міжнародного фестивалю в м. Бакеу, Румунія;
- 1998 р. — концертні виступи в м. Берлін, (Німеччина);
- 1999 р.- м. Хассельт, Брюссель та ін., (Бельгія);
- 1999 р. — концертні виступи в м. Щецин, м. Грудзьонск, Польща;
- 2000 р. — Лауреат Міжнародного фестивалю дитячих та юнацьких хорових колективів в м. Вільнюс, м. Даугавпілс;
- 2001 р.- Лауреат Міжнародного фестивалю дитячих та юнацьких хорових колективів в м. Даугавпілс;
- 2002 р. — концертні виступи в м. Руан, Сан-П'єр, Сотевіль ле Руан, Франція;
- 2002 р. -Лауреат Міжнародного фестивалю «Звучить Москва», Росія; лауреат Міжнародного фестивалю «Артеківські зорі», АР Крим;
- 2003 р. — Лауреат Міжнародного хорового конкурсу «Срібні дзвони», Латвія;
- 2003 р. — Лауреат Міжнародного фестивалю «Мієдзіздройє», Польща;
- 2004 р. — Лауреат Міжнародного фестивалю поліфонічної музики «Citta di Nuoro», Італія;
- 2005 р. — участь у Міжнародному фестивалі духовних піснеспівів, м. Мінськ, Білорусь;
- 2005 р. — участь у Міжнародному фестивалі «Прем єри сезону», м. Київ, Україна;
- 2005 р. — участь у Міжнародному фестивалі дитячої та юнатської хорової творчості «Співає Київ весняний» (Диплом «Золота зірка фестивалю»);
- 2006 р.- Лауреат III Міжнародного фестивалю дитячих та юнацьких колективів «LIEPAITEC», м. Вільнюс, Литва.
- 2006 р. — концертні виступи в м. Ерколано, Італія.
- 2007 р.- Лауреат Міжнародного фестивалю «Віват, Петербург!»;
- 2008 р.- Лауреат та найкращий колектив у номінації дитячих світських хорів фестивалю духовних піснеспівів «Від Різдва до Різдва», м. Дніпропетровськ;
- 2008 р. — Лауреат I Премії Міжнародного фестивалю «Звучить Москва» (Росія);
- 2008 р.- Участь у I Міжнародному хоровому фестивалі «A RUZINIT FRUNZA DIN VII» (Диплом I ст.), м. Кишинів (Молдова);
- 2009 р. — Диплом «Срібна зірка» за участь у Першому конкурсі дитячих хорових колективів у рамках XII Міжнародного Фестивалю «Співає Київ весняний»;
- 2009 р. — Лауреат I Премії XXVII Міжнародного конкурсу «HAJNOWKA — 2009» (Польща).
- 2009 рік — диплом «Срібний пояс» Х Міжнародного фестивалю духовної та різдвяної музики «Prague Christmas» (Чехія);
- 2010 рік — участь у ХХХІХ Міжнародному конкурсі хорової музики «Florilege vocal de Tours» (м. Тур, Франція);
- 2010 рік — диплом «Золотий пояс» ХІ Міжнародного фестивалю духовної та різдвяної музики «Prague Christmas» (Чехія);
- 2011 рік — диплом за І місце Міжнародного фестивалю хорової музики «CHORUS INSIDE-CITTA di CHIETI» (Італія);
- 2011 рік — участь у «Святі пісні» (м. Таллінн, Естонія)
- 2012 рік — участь у концертах «Українське Різдво» (м. Берлін, Німеччина).
- 2012 рік — Перше місце на ІІІ Міжнародному фестивалі — конкурсі хорової музики «CHORUS INSIDE- Summer 2012» (Італія) у двох категоріях — «Традиційна музика» та «Поліфонічна музика»
- 2013 рік - "Золотий диплом" на ХІ Міжнародному хоровому фестивалі-конкурсі "Chorwettbewerb Bad Ischl" (Австрія)
- 2014 рік - участь у ХХІ Всеукраїнському фестивалі духовних піснеспівів "Від Різдва до Різдва" (м. Дніпропетровськ)
- 2014 рік - диплом Гран-прі на міському етапі Всеукраїнського фестивалю-конкурсу дитячої та юнацької творчості навчальних закладів м. Києва "Чисті роси" в номінації "Хорове виконання"
- 2014 рік - участь у V Дитячому та юнацькому хоровому фестивалі "Liepaites Friends in Vilnius" (Литва)